# Bernhard Rode

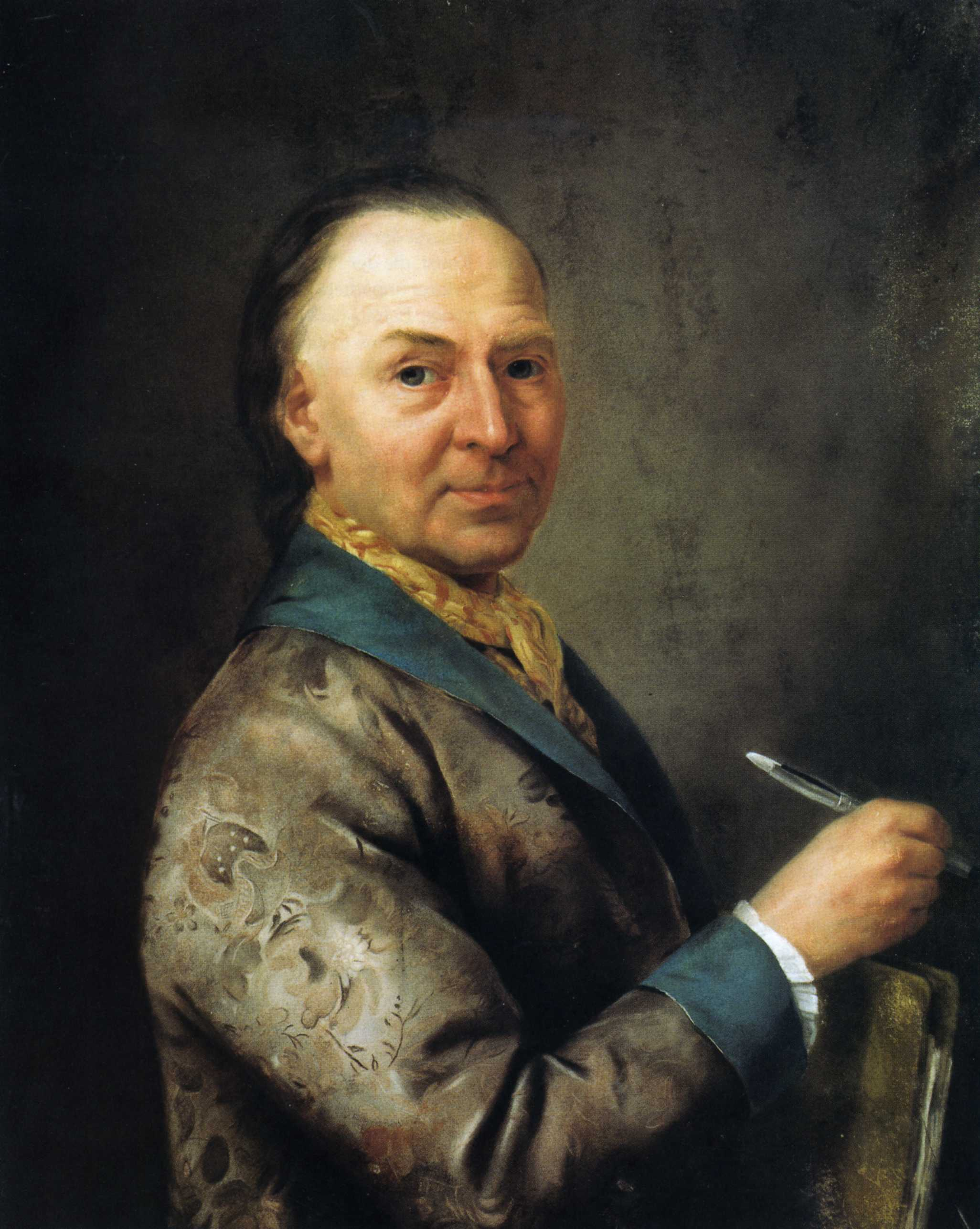
Bernhard Rode.

Christian Bernhard Rode, född den 25 juni 1725 i Berlin, död den 28 juli 1797, var en tysk målare.
Rode studerade under Pesne och Vanloo i Paris samt i Rom och Venedig och blev 1783 direktör för konstakademien i Berlin. Han utförde på ett flyktigt, men i färgen friskt sätt takmålningar i palatsen i Berlin och Potsdam samt altartavlor i Berlin (Nedtagningen från korset i Mariakyrkan). Han var även kopparstickare samt illustrerade Gessners idyller och Gellerts fabler.